# Svjetsko prvenstvo u nogometu za žene – Kina 2007.
Svjetsko prvenstvo u nogometu za žene 2007. održavalo se u Kini, a naslov svjetskog prvaka osvojila je reprezentacija Njemačke.